# Westfalen
Westfalen er en region i Tyskland omkring byerne Arnsberg, Bielefeld, Bochum, Detmold, Dortmund, Gelsenkirchen, Hagen, Minden og Münster . Westfalen er en tidligere preussisk provins som 1946 indgik i delstaten Nordrhein-Westfalen.
Westfalen er groft sagt området mellem floderne Rhinen og Weser, hvor floden Ruhr løber igennem. Der findes ingen præcis afgrænsning, fordi forskellige enheder er blevet kaldt "Westfalen" gennem historien. Derfor er det svært af definere områdets areal og indbyggertal. Arealet er mellem 16.000 og 22.000 km² med mellem 4,3 og 8 millioner indbyggere. Der er dog enighed om, at Münster, Bielefeld og Dortmund ligger i Westfalen.
Westfalen er kendt for at lægge navn til den Westfalske fred, som sluttede Trediveårskrigen. Fredsaftalen blev underskrevet både i Münster og Osnabrück.
50°N 10°Ø / 50°N 10°Ø